# This Is Where It Ends
This Is Where It Ends è il quarto album del gruppo deathcore statunitense All Shall Perish. L'album è stato pubblicato il 26 luglio 2011 sotto l'etichetta discografica Nuclear Blast.
Questo è il primo album in cui fanno la loro apparizione il batterista Adam Pierce ed il chitarrista italiano Francesco Artusato.

## Tracce
1. Divine Illusion – 3:21
2. There Is Nothing Left – 3:22
3. Procession of Ashes – 4:37
4. A Pure Evil – 5:12
5. Embrace the Curse – 2:57
6. Spineless – 3:57
7. The Past Will Haunt Us Both – 6:03
8. Royalty Into Exile – 4:24
9. My Retaliation – 3:23
10. Rebirth – 5:29
11. The Death Plague – 3:02
12. In This Life of Pain – 7:23
13. Nobleza En Exilio (bonus track) – 4:23
14. Surprise! You're Dead! (bonus track iTunes) – 2:22

## Formazione
- Hernan Hermida - voce
- Francesco Artusato - chitarra
- Ben Orum - chitarra
- Adam Pierce - batteria
- Mike Tiner - basso